# Esterri de Cardós
Esterri de Cardós település Spanyolországban, Lleida tartományban. Esterri de Cardós Lladorre, Alins és Vall de Cardós községekkel határos. Lakosainak száma 63 fő (2024).

## Népesség
A település népessége az utóbbi években az alábbiak szerint változott:
| Lakosok száma | 264  | 281  | 206  | 121  | 59   | 72   | 75   | 72   | 70   | 63   |
|               | 1717 | 1887 | 1936 | 1960 | 1986 | 2004 | 2009 | 2014 | 2019 | 2024 |